# BRP Batangas
Le BRP Batangas (SARV-004) est un patrouilleur de classe San Juan de la Garde côtière philippine (PCG). Comme tous les navires de sa classe, il a été construit en Australie par Tenix Shipbuilding.

## Conception
La classe San Juan a été conçue spécialement comme un navire d'urgence maritime, avec des capacités de récupération en mer et d'évacuation sanitaire de survivants, incluant des installations médicales d'urgence, des opérations par hélicoptère, y compris le ravitaillement en mer, la lutte contre la pollution maritime, la lutte contre les incendies sur des navires et des installations de décompression pour les accidents de plongée. Chaque lance à incendie est capable de projeter un jet d'eau de mer d’une portée de 100 mètres avec un débit de 300 mètres cubes par heure.
Les navires sont également équipés de quatre radeaux gonflables SOLAS de 25 places ; de six radeaux réversibles ouverts pour 65 personnes ; d’un bateau d'intervention rapide de 6,5 mètres atteignant une vitesse supérieure à 25 nœuds et d'une autonomie de 85 milles marins, lancé à partir de la rampe arrière du navire ; de quatre bateaux pneumatiques à coque rigide de 4,5 mètres mis à l’eau par une grue ; et d’une chambre de décompression. Un espace séparé pour les survivants a été inclus dans l'aménagement du navire, qui inclut la chambre de décompression, l'accueil médical, la salle d'opération et les sièges dans un agencement ouvert.
L'hélisurface à l’arrière peut accueillir un hélicoptère pour un groupe d’intervention aéromobile ou l'évacuation d'urgence, avec un poids maximum emporté de 4672 kg. Sur l'avant peuvent être montés des canons de plus gros calibre.

## Historique
Le 12 octobre 2017, le BRP Batangas faisait partie des navires qui ont accueilli au quartier général de la Garde côtière à Manille le BRP Sindangan (MRRV-4407), le sixième navire d’intervention multirôle (MRRV) de 44 mètres de classe Parola construit au Japon. Il était accompagné du BRP Malabrigo (MRRV-4402), du BRP Suluan (MRRV-4406), du BRP Pampanga (SARV-003).
En 2019, le BRP Batangas a participé à un exercice avec le BRP Kalanggaman (FPB-2404) et l’USCGC Bertholf (WMSL 750),, l’un des navires les plus grands et les plus avancés de la Garde côtière américaine. Cet exercice a été mené près du récif de Scarborough, dans la mer des Philippines occidentales (également connue sous le nom de mer de Chine méridionale), sous l’œil des navires du gouvernement chinois,. Le BRP Batangas et le BRP Kalanggaman ont rejoint l’USCGC Bertholf à 50 milles nautiques de Subic Bay. Il s’agissait du premier engagement américano-philippin de ce type dans les eaux contestées. Non loin de là, deux navires de la Garde côtière chinoise ont surveillé les exercices. À un moment donné, l’un des navires chinois s’est approché à seulement 2,9 milles marins du BRP Batangas. Cependant, les navires chinois n’ont pas interagi avec le navire philippin.
En novembre 2020, le BRP Batangas a transporté des marchandises de secours pour les zones touchées par des typhons à Luçon. Les marchandises, données par des membres de la Garde côtière auxiliaire et des donateurs privés du Negros occidental par l’intermédiaire du District de la PCG des Visayas du Sud, étaient destinées à diverses zones touchées par des typhons à Luçon. Quatre provinces de Luçon ont été dévastées par les typhons Rolly et Ulysse : Albay, Catanduanes, Cagayan et Isabela. Puisque le Negros occidental a été épargné par ces calamités, la Garde côtière et ses auxiliaires dans la province ont choisi d’envoyer de l’aide dans les zones touchées par le typhon. Les dons comprenaient des denrées alimentaires et de l’eau embouteillée qui peuvent aider à nourrir quelque 1000 familles pendant plusieurs jours, ainsi que des produits de première nécessité pour le centre d’évacuation, tels que des moustiquaires et des couvertures. Le BRP Batangas est venu du port de Zamboanga venir recueillir les biens de secours au port de Bredco à Bacolod City. Les biens de secours donnés par les Negrenses remplissaient deux camions, dont le chargement a été chargé à bord du BRP Batangas au port de Bredco le 25 novembre 2020 par le personnel de la Garde côtière philippine. Le capitaine Eduardo de Luna, commandant du district, a félicité tous ceux qui ont fait un don et soutenu l’initiative pour aider leurs compatriotes philippins dans le besoin.
En 2021, le BRP Batangas a fait partie des « navires de l’année » auxquels la Garde côtière philippine a rendu hommage pour la célébration du 14e anniversaire de sa fondation. Le commandant de la PCG, l’amiral Leopoldo Laroya, a personnellement remis les prix aux unités de la Garde côtière et aux fonctionnaires. Les autres navires distingués à cette occasion étaient le BRP Cabra (MRRV-4409), le BRP Davao del Norte (SARV-3504), le BRP Bojeador (AE-46), le BRP Malamawi (FPB-2403), le BRP Francisco Dagohoy (MMOV-5002), le MCS-3006 et le DF-347.
En janvier 2022, la cérémonie d’adieu à l’amiral Leopoldo Laroya, commandant de la Garde côtière philippine (PCG) s’est déroulée à bord du BRP Batangas. L’amiral Laroya a commandé avec succès deux navires de recherche et sauvetage (SARV) de la Garde côtière : le BRP Batangas et le BRP Nueva Vizcaya (SARV-3502). Il a pris sa retraite le 10 février 2022 après près de 38 ans de service et a obtenu l’insigne de commandement en mer le plus convoité,
Le groupe de navires sans équipage de la Garde côtière philippine (CGFLEET-USVG), une sous-unité nouvellement activée, dirigée par le capitaine Lawrence Roque (PCG) a terminé le 28 février 2025 son entraînement à l’exploitation et la maintenance des navires de surface sans pilote (USV) au quartier général de la Garde côtière, quai 13, port sud, Port de Manille. La formation a été dispensée par l’Office des Nations unies contre la drogue et le crime (ONUDC) du 26 au 28 février 2025 à bord du BRP Batangas (SARV-5605),.

## Commandants
- Amiral Leopoldo Laroya[16],[17]